# Jules Morel
Pour les articles homonymes, voir Morel (patronyme).
Jules Morel (20 janvier 1816, Villefranche-sur-Saône - 10 avril 1873), est un homme politique et historien français.

## Biographie
Négociant, maire de Villefranche-sur-Saône de 1862 à 1868, il fut élu, le 8 février 1871, représentant du Rhône à l'Assemblée nationale. Il prit place à droite, vota pour la paix, pour les prières publiques, pour l'abrogation des lois d'exil, pour le pouvoir constituant, et mourut au cours de la législature. Il fut remplacé, le 11 mai 1873, par Arthur Ranc.

## Sources
- « Jules Morel », dans Adolphe Robert et Gaston Cougny, Dictionnaire des parlementaires français, Edgar Bourloton, 1889-1891 [détail de l’édition]